# Большой Абдрахманов ручей
Большой Абдрахманов (баш. Оло Абдрахман шишмәһе) — ручей в России, протекает Катав-Ивановском районе Челябинской области. Длина водотока — 15 км.
Начинается в сосново-берёзовом лесу на высоте около 640 метров над уровнем моря между горами Абдрахманова и Полуденной. Течёт в северо-восточном направлении по лесистой местности мимо гор Стрелица и Бархотина. Впадает в Юрюзань слева в 290 км от устья на высоте 304,6 метра над уровнем моря у деревни Екатериновка.
Основные притоки — Малый Абдрахманов и Абдрахманов — впадают справа. Всего имеется 8 притоков суммарной длиной 25 км.

## Данные водного реестра
По данным государственного водного реестра России относится к Камскому бассейновому округу, водохозяйственный участок реки — Уфа от Нязепетровского гидроузла до Павловского гидроузла, без реки Ай, речной подбассейн реки — Белая. Речной бассейн реки — Кама. Код водного объекта — 10010201112211100023221.